# Centaurium ameghinoi
Centaurium ameghinoi är en gentianaväxtart som beskrevs av George Claridge Druce. Centaurium ameghinoi ingår i släktet aruner, och familjen gentianaväxter. Inga underarter finns listade i Catalogue of Life.